# Rensselaer (Missouri)
Rensselaer és una població dels Estats Units a l'estat de Missouri. Segons el cens del 2000 tenia 145 habitants.

## Demografia
Segons el cens del 2000, Rensselaer tenia 145 habitants, 48 habitatges, i 40 famílies. La densitat de població era de 28,4 habitants per km².
Dels 48 habitatges en un 43,8% hi vivien nens de menys de 18 anys, en un 72,9% hi vivien parelles casades, en un 6,3% dones solteres, i en un 14,6% no eren unitats familiars. En el 12,5% dels habitatges hi vivien persones soles el 4,2% de les quals corresponia a persones de 65 anys o més que vivien soles. El nombre mitjà de persones vivint en cada habitatge era de 2,79 i el nombre mitjà de persones que vivien en cada família era de 3.
Per edats la població es repartia de la següent manera: un 26,2% tenia menys de 18 anys, un 6,9% entre 18 i 24, un 31,7% entre 25 i 44, un 26,9% de 45 a 60 i un 8,3% 65 anys o més.
L'edat mediana era de 35 anys. Per cada 100 dones de 18 o més anys hi havia 105,8 homes.
La renda mediana per habitatge era de 55.179 $ i la renda mediana per família de 56.806 $. Els homes tenien una renda mediana de 30.938 $ mentre que les dones 19.375 $. La renda per capita de la població era de 18.103 $. Cap de les famílies i el 4,4% de la població estaven per davall del llindar de pobresa.

## Poblacions més properes
El següent diagrama mostra les poblacions més properes.